# Radio Farda
Radio Farda (en persa: راديو فردا, Radio Farda, literalmente  'Radio Mañana') es la rama iraní del servicio de transmisión externa Radio Free Europe/Radio Liberty (RFE/RL) financiado por el gobierno de los Estados Unidos para proveer "periodismo factual, objetivo y profesional" a sus audiencias. Emite las 24 horas del día en idioma persa desde su sede en Praga, República Checa.
Radio Farda se emitió por primera vez en diciembre de 2002, como sucesor del Servicio Persa de RFE/RL con el objetivo de proporcionar "noticias e información objetivas y precisas para contrarrestar la censura estatal y la cobertura mediática basada en la ideología". Radio Farda se estableció como un esfuerzo conjunto de RFE/RL y Voz de América (VOA). En 2007, la Junta de Gobernadores de Radiodifusión (BBG) decidió consolidar todas las operaciones de Radio Farda bajo RFE/RL. Luego, en julio de 2008, RFE/RL asumió la responsabilidad exclusiva de toda la programación de Radio Farda.
Radio Farda transmite noticias sobre temas políticos, culturales, sociales y artísticos con énfasis en Irán. El nombre "Farda" significa "mañana" en persa. Las transmisiones de Radio Farda han sido bloqueadas continuamente por las autoridades iraníes debido a la historia de su programación.

## Actualidad
Jay Solomon de The Wall Street Journal publicó un artículo sobre los desafíos que enfrenta Radio Farda de un régimen iraní cada vez más represivo, así como de aquellos en Washington que buscan una línea más dura con Irán. Algunos desafíos que destaca son los periodistas de Radio Farda que son injustamente condenados por crímenes contra el estado y millones de dólares gastados en interferir las transmisiones de Radio Farda. También entra en detalles sobre la delgada línea que debe transitar Radio Farda para presentarse como una fuente de noticias objetiva y veraz a su audiencia a pesar de que está financiada por el Congreso a través de la Agencia de Estados Unidos para los Medios Globales.
Según Iason Athanasiadis de The Christian Science Monitor, Radio Farda fue al principio "tolerada" por la República Islámica, a diferencia de "La Voz de América con sede en Washington", y "entrevistaba regularmente a políticos iraníes". Sin embargo, el 7 de febrero de 2010, la oficina de relaciones públicas del Ministerio de Inteligencia anunció el arresto de 7 periodistas descritos como "elementos de una estación satelital sionista contrarrevolucionaria" y en la "paga oficial" de las organizaciones de inteligencia estadounidenses. Más tarde fueron identificados como trabajadores de Radio Farda. El director de Radio Farda, Armand Mostofi, le dijo a CNN que no tiene empleados dentro de Irán.